# Édouard Klabinski
Edouard Klabinski (Herne, Alemania, 7 de agosto de 1920 - Halluin, Francia, 4 de marzo de 1997) fue un ciclista polaco profesional entre 1946 y 1958. Durante su trayectoria como profesional consiguió 51 victorias de escasa relevancia internacional. Pasará a la historia por su principal victoria: fue el primer ganador de la prestigiosa Dauphiné Libéré, en 1947. Fue el primer ciclista polaco en participar en el Tour de Francia.

## Palmarés
| 1946 - Hautmont - Calais - Avesnes-sur-Helpe - Ardres-en-Calaisis - GP de los Comerciantes de Calais 1947 - Dauphiné Libéré - Charleroi-Chaudfontaine - Criterium de Charleroi - Petitjean a Hautmont 1948 - GP de Saint-Quentin 1949 - Lille-Calais-Lille - Mouvaux 1950 - G. P. de Fourmies - Bailleul - Cousolre - Sorle-le-Château - Etapa del Tour del Sur-oeste 1954 - Criterium de Douai - Goegnies-la-Chaussée - Marpent - Anzin - 2 etapas de la Carrera de la Paz | 1955 - Berck-sur-Mer - Denain - Dunkerque - GP de Orchies - Saint-Omer - Tourcoing - Vieux Condé 1956 - Anzin - GP de Armentières - Feignies - GP de Orchies - Hergnies - Lallaing - Longuenesse - Roeulx - Wattreloos 1957 - Circuito Franco-Belga - Condé-sur-Escaut - Onnaing - París-Arrás - París-Douai - Roubaix - Solesmes - Tourcoing - Amiens - Le Cateau-Arras 1958 - Bapaume - Roubaix-Cassel-Roubaix |

### Resultados en elTour de Francia
- 1947: 34.º
- 1949: 18.º
- 1949: Abandono en la 5.ª etapa

## Equipos
- Starnord Mercier (1946)
- Mercier (1947-1949)
- Mercier-Hutchinson (1950-1951)
- Terrot (1952)
- Bertin-Alessandro (1953)
- Dilecta (1954)
- Ryssel (1955)
- Bertin-d'Alessandro-Huret (1956)